# Minefield
Minefield is de derde aflevering van het tweede seizoen van de Amerikaanse sciencefictiontelevisieserie Star Trek: Enterprise. Het is de 28e aflevering van de serie, uitgezonden in 2002. In de aflevering komt een officier in gevaar bij het ontmantelen van een mijn.

## Verhaal
De Enterprise wordt plotseling geraakt door een onzichtbare mijn, die het schip zwaar beschadigt. Een andere mijn blijkt vast te zitten aan het schip. Luitenant Malcolm Reed wordt eropuit gestuurd om de mijn onschadelijk te maken. Ondertussen blijkt het schip in een mijnenveld te zitten en ook dat een vijandig ras, de Romulans, zich in het gebied bevindt. Zij eisen het vertrek van het schip, ondanks dat luitenant Reed nog bezig is met het onschadelijk maken van de mijn.
Uiteindelijk lukt het in een race tegen de klok uit de situatie te komen en Reed wordt met een beenwond aan boord van het schip gebracht. Wel blijkt dat het schip in haar huidige toestand niet (snel) terug naar de Aarde kan vliegen.

## Achtergrondinformatie
- Opvallend aan bovenstaande quote is dat Jonathan Archer, die twee afleveringen eerder de term Romulan Star Empire al kende, dit blijkbaar niet aan zijn bemanning vertelde, daar Hoshi Sato niet bekend is met de term.
- Ook is opvallend dat uit de mijnen die in deze aflevering voorkomen blijkt dat de Romulanen in de 22e eeuw al over verhullingstechnieken (het onzichtbaar doen lijken van een voorwerp) beschikten, maar dat deze techniek in de aflevering Balance of Terror, van de serie Star Trek nog wordt weggezet als iets waarmee werd geëxperimenteerd, terwijl die serie in de 23e eeuw afspeelt.
- De mijn die in deze aflevering wordt gebruikt, wordt in de aflevering Countdown weer gebruikt, als onderdeel van een gevaarlijk wapen.

## Acteurs

### Hoofdrollen
- Scott Bakula als kapitein Jonathan Archer
- John Billingsley als dokter Phlox
- Jolene Blalock als overste T'Pol
- Dominic Keating als luitenant Malcolm Reed
- Anthony Montgomery als vaandrig Travis Mayweather
- Linda Park als vaandrig Hoshi Sato
- Connor Trinneer als overste Charles "Trip" Tucker III

### Bijrollen
- Tim Glenn als een medisch bemanningslid
- Elizabeth Magness als een gewond bemanningslid

#### Bijrollen zonder vermelding in de aftiteling
- Adam Anello als bemanningslid
- Jef Ayres als Haynem
- Solomon Burke, Jr. als Billy
- Mark Correy als Alex
- Evan English als Tanner
- Hilde Garcia als Rossi
- Bryan Heiberg als een bemanningslid
- Scott Hill als Hutchison
- John Jurgens als een bemanningslid
- Martin Ko als een bemanningslid
- Marnie Martin als een bemanningslid
- Marlene Mogavero als een bemanningslid
- John Wan als een bemanningslid
- Mark Watson als een bemanningslid